# Janet Montgomery
Janet Ruth Montgomery, född 29 oktober 1985 i Bournemouth, Dorset, är en brittisk skådespelare.
Montgomery har bland annat medverkat i TV-serierna Salem (2014–2017), New Amsterdam (2018–2023) och The Ex Wife från 2022. Hon har även medverkat i filmen Black Swan från 2008.

## Filmografi (i urval)
- 2010 – Black Swan
- 2014–2017 – Salem (TV-serie)
- 2018–2023 – New Amsterdam (TV-serie)
- 2022 – The Ex Wife (TV-serie)